# Operação Ponte de Londres
A Operação Ponte de Londres (em inglês: "Operation London Bridge") (também conhecida por sua frase de código “London Bridge is down”) foi o plano funerário da Rainha Isabel II. O plano incluía o anúncio de sua morte, o período de luto oficial e os detalhes de seu funeral de estado. O plano foi criado na década de 1960 e revisado muitas vezes nos anos anteriores à sua morte em 2022.
A frase "London Bridge is down" ("a Ponte de Londres caiu") seria usada para comunicar a morte da rainha ao primeiro-ministro do Reino Unido e ao pessoal-chave, colocando o plano em ação. Os órgãos envolvidos na preparação do plano incluíram vários departamentos governamentais, a Igreja da Inglaterra, Serviço de Polícia Metropolitana, as Forças Armadas Britânicas, a mídia, os Parques Reais, os distritos de Londres, Greater London Authority e o Transport for London. Algumas decisões críticas relacionadas ao plano foram tomadas pela própria Rainha, enquanto outras foram deixadas para serem determinadas por seu sucessor. Relatórios sobre os preparativos, O The Guardian os descreveu como "planejados ao minuto" com detalhes "arcanosos e altamente específicos".
Vários outros planos também foram criados para apoiar a implementação da Operação London Bridge, como a Operação Unicórnio (o plano que detalhava o que aconteceria se Isabel morresse na Escócia, como de fato aconteceu). Correndo simultaneamente com a Operação London Bridge estavam as operações relativas à ascensão do Rei Carlos III ao trono e sua coroação. Vários reinos da Commonwealth desenvolveram seus próprios planos de como reagir à morte da Rainha.

## Antecedentes
Funerais e coroações de membros da Família Real são normalmente organizados pelo Earl Marshal e pelos oficiais do College of Arms. Os preparativos para a morte e funeral de Isabel II também foram feitos pelo Gabinete do Gabinete.
Frases pré-determinadas normalmente são usadas como "codinomes" para planos relacionados à morte e funeral de um membro da família real. Inicialmente, codinomes foram usados por funcionários-chave em um esforço para impedir que as telefonistas do Palácio de Buckingham soubessem da morte antes de um anúncio público. Quando o rei Jorge VI morreu em 1952, os principais funcionários do governo foram informados com a frase "Hyde Park Corner".
Vários planos funerários de codinome para membros da família real no final do século 20 e início do século 21 usaram os nomes de pontes proeminentes no Reino Unido. Operação Tay Bridge foi a frase usada para os planos de morte e funeral da Rainha Isabel, a Rainha Mãe, que foi ensaiada por 22 anos antes de seu uso em 2002. O funeral de Diana, Princesa de Gales, também foi modelado após a Operação Ponte Tay. Em março de 2017, a frase Operação Forth Bridge se referia à morte e funeral do príncipe Filipe, Duque de Edimburgo, que morreu em 2021, enquanto A Operação Menai Bridge referia-se ao plano fúnebre do Rei Carlos III. Todas as operações codificadas para membros da família real, incluindo o plano para Isabel II, fazem parte da Operação Leão, um plano abrangente para qualquer morte real.

## Plano

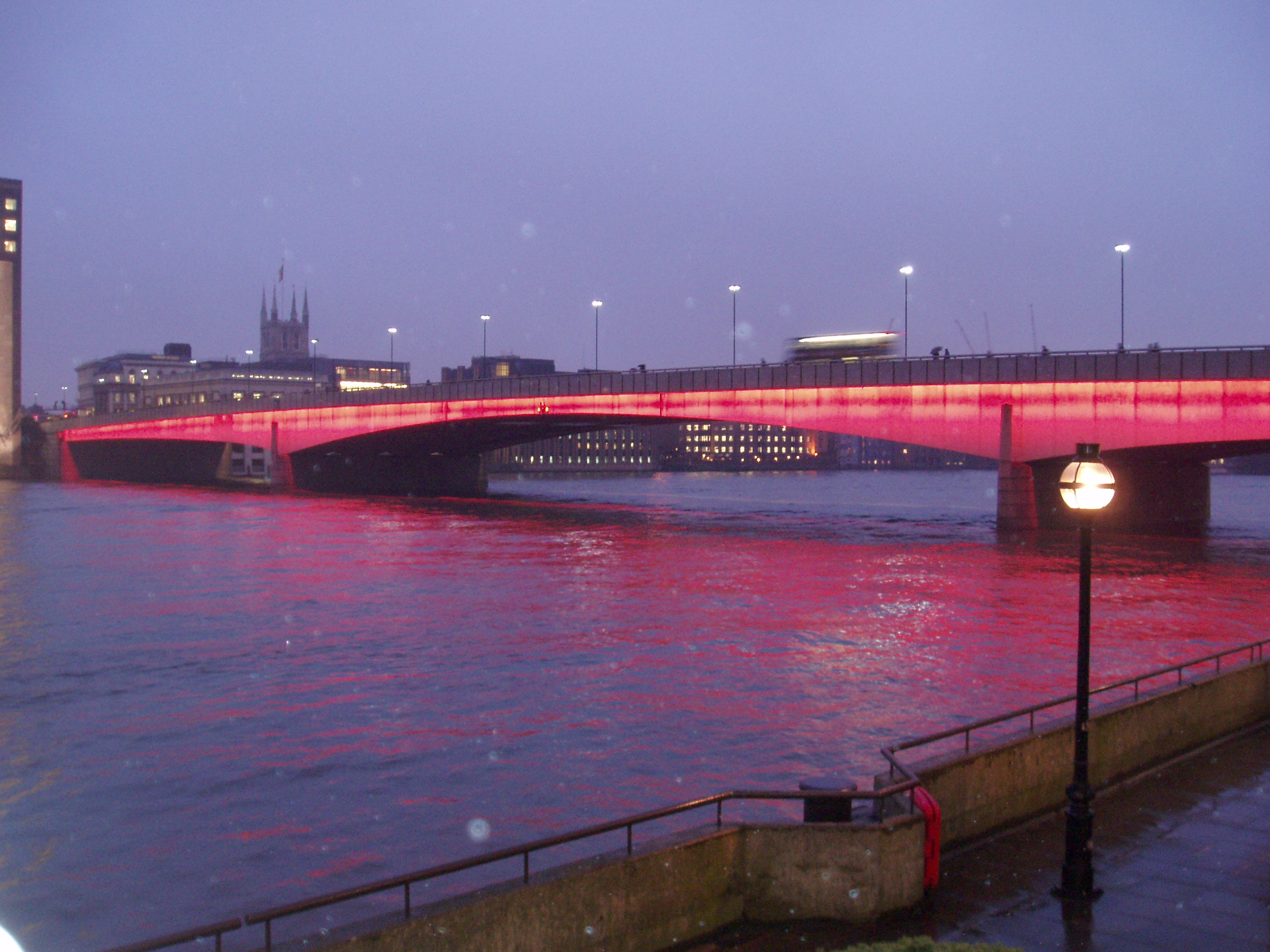
Ponte de Londres, o homônimo do plano.

Os preparativos para a morte e o funeral da Rainha Isabel II remontam à década de 1960, com o plano passando por várias mudanças nas décadas seguintes. O plano era atualizado três vezes por ano por meio de uma reunião envolvendo funcionários do departamento do governo, a polícia e emissoras. O plano que descreve o processo entre a morte da rainha e seu funeral tem o codinome Operação London Bridge.
Com a morte da rainha, seu secretário particular seria o primeiro funcionário (ou seja, não um de seus parentes ou parte de uma equipe médica) a transmitir a notícia. Seu primeiro ato seria entrar em contato com o primeiro-ministro, onde os funcionários públicos transmitiriam a frase de código "London Bridge is down" ao primeiro-ministro usando linhas telefônicas seguras. O secretário de gabinete e o Gabinete do Conselho Privado também seriam informados pelo secretário particular. O secretário do gabinete, então, transmitiria a notícia aos ministros e altos funcionários públicos. O ministério das Relações Exteriores, Commonwealth e Desenvolvimento Centro de Resposta Global, com sede em um local secreto em Londres, comunicaria a notícia aos governos dos outros 14 países dos quais Isabel é Rainha (os reinos da Commonwealth), e aos governos dos outros países da Comunidade das Nações. Sites governamentais e contas de mídia social, bem como o site da família real, ficariam pretos e a publicação de conteúdo não urgente deve ser evitada.
A mídia seria informada por anúncio à PA Media e à BBC por meio do Radio Alert Transmission System (RATS) e à rádio comercial na Independent Radio News por meio de uma rede de " luzes obit " azuis que alertariam os apresentadores para tocar "música inofensiva". e se preparar para um flash de notícias, enquanto a BBC Two suspenderia a programação programada e mudaria para a transmissão do anúncio da BBC One. A BBC News iria ao ar uma sequência pré-gravada de retratos, durante a qual os apresentadores de plantão na época se preparariam para o anúncio formal vestindo roupas escuras preparadas para esse fim. The Guardian informou que o The Times tem 11 dias de cobertura preparada e que a ITN e a Sky News há muito ensaiam sua morte, substituindo o nome "Mrs Robinson" pelo da rainha.
Um infante pregaria um aviso de borda escura nos portões do Palácio de Buckingham. Ao mesmo tempo, o site do palácio exibiria o mesmo aviso. O Parlamento do Reino Unido e os parlamentos escocês, galês e da Irlanda do Norte reunir-se-ão assim que possível ou serão revogados se não estiverem em sessão. O primeiro-ministro discursaria na Câmara dos Comuns. O novo monarca sediaria uma reunião com o primeiro-ministro e depois faria um discurso à nação às 18h, na noite seguinte à morte da Rainha. Whitehall e prédios do governo local hasteavam bandeiras a meio mastro e livros de condolências foram abertos; ornamentos cerimoniais, como maças cerimoniais ou correntes do conselho, devem ser colocados em bolsas pretas. Haverá salvas de tiros nas estações de saudação e um serviço de memória, que contará com a presença do primeiro-ministro e dos ministros seniores, será realizado na Catedral de São Paulo.
Dez dias após a morte da Rainha, um funeral de estado liderado pelo Arcebispo da Cantuária seria realizado na Abadia de Westminster. Seu corpo seria então enterrado em um túmulo preparado na Capela Memorial do Rei Jorge VI na Capela de São Jorge, Castelo de Windsor, ao lado do Príncipe Filipe, Duque de Edimburgo, cujo caixão será removido do Royal Vault. Um serviço de compromisso seria realizado na Capela de São Jorge antes do enterro. Conforme acordado entre a rainha e o primeiro-ministro, o dia do funeral seria declarado dia de luto nacional, embora não fosse concedido um feriado bancário. Um silêncio de dois minutos ocorreria em todo o Reino Unido ao meio-dia e as procissões se reuniriam em Londres e Windsor.

### Operações de apoio

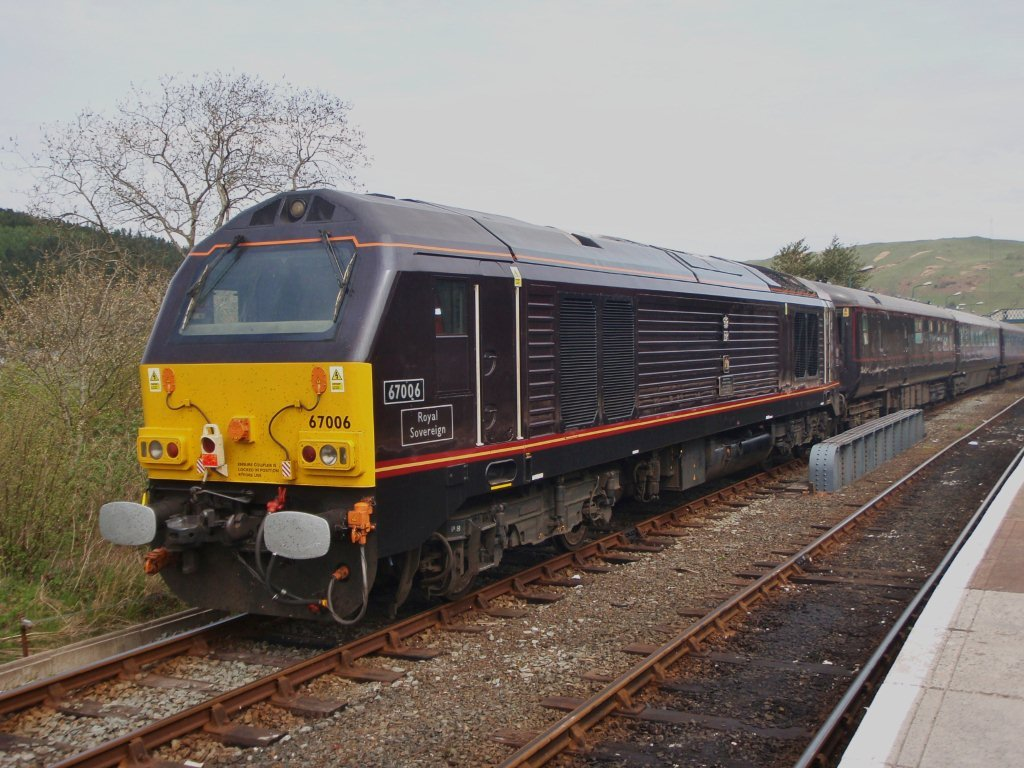
No caso de a Rainha morrer no Castelo de Balmoral, no Palácio de Holyrood ou em qualquer outra parte da Escócia, o Trem Britânico seria usado para transportar o caixão para Londres

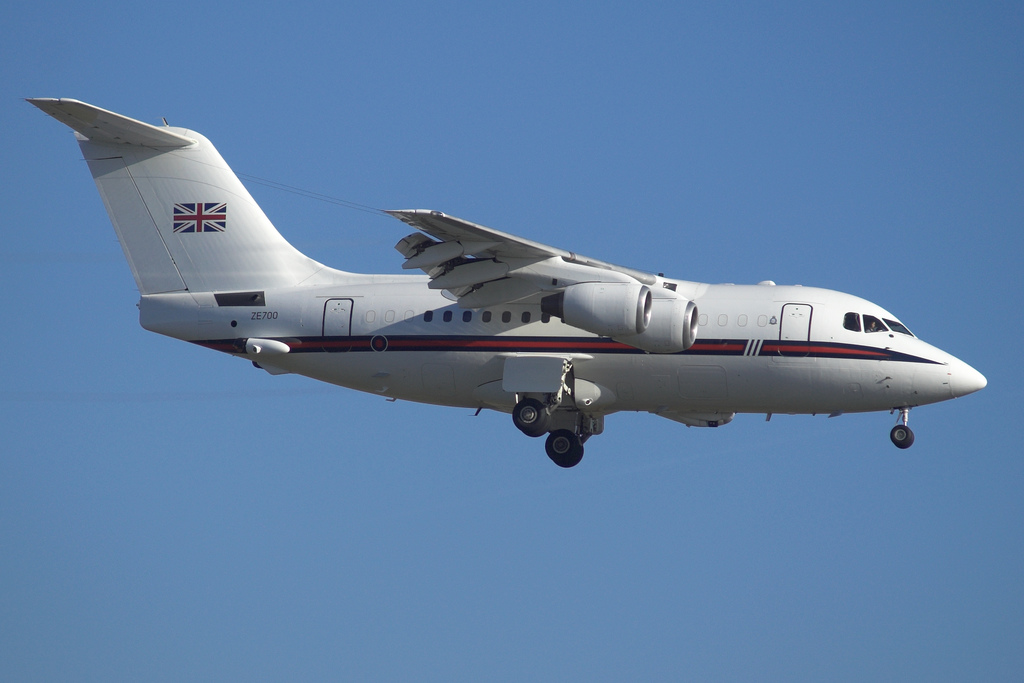
Se a Rainha morresse no exterior, BAe 146 CC do The Royal Squadron. 2 transportes executivos seriam usados em seu lugar

A Operação Ponte de Londres incluiu vários planos auxiliares e de apoio, como os planos para os arranjos em Westminster Hall. Isso inclui a Operação Marquee, um plano que cobre os aspectos cerimoniais, de serviço e vigília do jazigo da Rainha dentro do Westminster Hall; e Operação Pena, que trata dos detalhes logísticos com o público externo ao prédio.
Também foram criados vários planos que delineavam os arranjos para mover o caixão da Rainha, dependendo de onde ela morreu. No caso se ela tivesse morrido no Castelo de Windsor ou na Sandringham House, o caixão teria sido levado pelo Royal Train para a estação ferroviária de St Pancras, em Londres, onde o primeiro-ministro e os ministros estariam esperando.

### Operação Overstudy
A Operação Overstudy era o plano a ser seguido se a Rainha tivesse morrido fora do Reino Unido. No caso de sua morte no exterior, o caixão teria sido levado para a RAF Northolt pelo Esquadrão N.º 32 da RAF (The Royal Squadron) e depois transportado de carro funerário para o Palácio de Buckingham, onde descansaria na Sala do Trono. Cinco dias após a morte da Rainha, o caixão teria sido transferido para Westminster Hall e após um serviço, a Rainha permaneceria em estado por três dias.

### Operação Unicórnio
A Operação Unicórnio foi o plano para lidar com a morte da Rainha na Escócia. Os detalhes sobre a Operação Unicórnio foram relatados pela primeira vez ao público em 2019, embora a menção ao codinome tenha sido feita pela primeira vez nos jornais on-line do Parlamento escocês em 2017.
O plano para a Operação Unicórnio veria o Palácio de Holyrood, a Catedral de Santo Egídio e o Parlamento Escocês servindo como ponto focal de reuniões, com um livro de condolências aberto ao público neste último local. Os trabalhos parlamentares seriam suspensos imediatamente por pelo menos seis dias parlamentares, para permitir que as autoridades se preparassem para o funeral. O parlamento então prepararia uma moção de condolências dentro de 72 horas após a reunião. O caixão da Rainha ficaria primeiro em repouso no Palácio de Holyrood, seguido por um serviço de recepção na Catedral de Santo Egídio em Edimburgo. Em seguida, o caixão seria transportado para a estação Waverley e levado pelo Royal Train para Londres, se possível. Caso contrário, o caixão seria levado de avião para Londres, e recebido pelo primeiro-ministro e ministros; isso fazia parte da Operação Overstudy.

### Operações relacionadas
Os planos para o evento da morte e funeral da Rainha ocorreriam simultaneamente com outros planos relacionados, incluindo os planos para a ascensão do rei Carlos III ao trono a Operação Spring Tide e planos de coroação a Operação Orbe Dourada (Operation Golden Orb).

### Operação Spring Tide
Os planos de morte e funeral da Rainha funcionam simultaneamente com a Operação Spring Tide, o plano para a ascensão de Carlos III ao trono. Um dia após a morte da Rainha, o Conselho de Adesão se reuniria no Palácio de St. James e Carlos seria proclamado Rei. O Parlamento se reuniria naquela noite quando os parlamentares jurariam fidelidade a Carlos III e expressariam condolências pela morte da Rainha. A maioria das atividades parlamentares seria então suspensa por 10 dias. Às 15h30, Carlos III receberia o primeiro-ministro e o gabinete para uma audiência. Dois dias após a morte da Rainha, proclamações para o Rei seriam feitas pelas administrações escocesa, galesa e irlandesa do norte.
No terceiro dia após a morte da Rainha, Carlos III receberia a moção de condolências no Westminster Hall pela manhã e depois partiria para uma turnê pelo Reino Unido. Carlos III visitaria o parlamento escocês e participaria de um serviço na Catedral de Santo Egídio, em Edimburgo. No dia seguinte, Carlos III visitaria a Irlanda do Norte, onde receberia uma moção de condolências no Castelo de Hillsborough e assistiria a um serviço na Catedral de Santa Ana, em Belfast. Sete dias após a morte da Rainha, Carlos III visitaria o País de Gales, recebendo uma moção de condolências no parlamento galês e participando de um serviço na Catedral de Llandaff, em Cardiff.
Existem planos de apoio dentro das Operações Spring Tide para arranjos específicos em cada país constituinte no Reino Unido; incluindo a Operação Shamrock para a Irlanda do Norte, a Operação Kingfisher para a Escócia e a Operação Dragão para o País de Gales.

### Implementação
A Operação Ponte de Londres (Operation London Bridge) e a Operação Unicórnio (Operation Unicorn) foram ativadas após a morte de Isabel II, que ocorreu em 8 de setembro de 2022 no Castelo de Balmoral, na Escócia.
Embora a operação se destinasse a ser posta em ação no dia em que Isabel II faleceu (identificada no plano como "dia D"), a hora tardia de sua morte tornou inconveniente convocar o conselho de adesão em curto prazo foi tomada a decisão de designar o dia seguinte, 9 de setembro, como dia D. Isso também evitou o problema do funeral (em D+10) acontecer em um domingo.
Em uma mudança do plano relatado, Carlos III anunciou em sua proclamação que o dia do funeral da Rainha seria um feriado bancário.
Embora a Rainha não tenha morrido no exterior, um avião o C-17 Globemaster da RAF  foi usado para transportar o caixão para Londres. Esta decisão foi tomada por motivos de segurança, pois seria muito difícil policiar todo o percurso.

### Planos correspondentes
Autoridades do Palácio de Buckingham e Clarence House, conhecidas como o Grupo de Trabalho Inter-Realm, informaram representantes dos reinos da Commonwealth sobre os planos fúnebres e de sucessão em torno da Operação Ponte de Londres. Os governos dos reinos da Commonwealth serão informados da morte do monarca do Centro de Resposta Global do Ministério das Relações Exteriores. Esses reinos elaboraram planos próprios, em conjunto com seus colegas britânicos.

#### Austrália
Depois que o Governo da Austrália receber notícias do evento, um aviso de bandeira será emitido instruindo as bandeiras a voar a meio mastro imediatamente pelos próximos 10 dias, exceto no dia em que a ascensão do novo monarca for proclamada. Após a morte do Monarca da Austrália, espera-se que o Parlamento da Austrália se reúna para uma moção de condolências. Um discurso foi elaborado para o primeiro-ministro da Austrália. Os planos atuais verão o Governador Geral da Austrália emitir a proclamação australiana da adesão de um novo monarca em uma cerimônia apropriada.
A Força de Defesa Australiana organizará várias saudações às armas, coincidindo com os eventos em Londres, além de participar de cerimônias no Reino Unido. Espera-se que o Alto Comissariado Australiano no Reino Unido observe o Conselho de Adesão. Além do Alto Comissário, os membros australianos do Imperial Privy Council têm direito a fazer parte do Conselho de Adesão.

#### Canadá

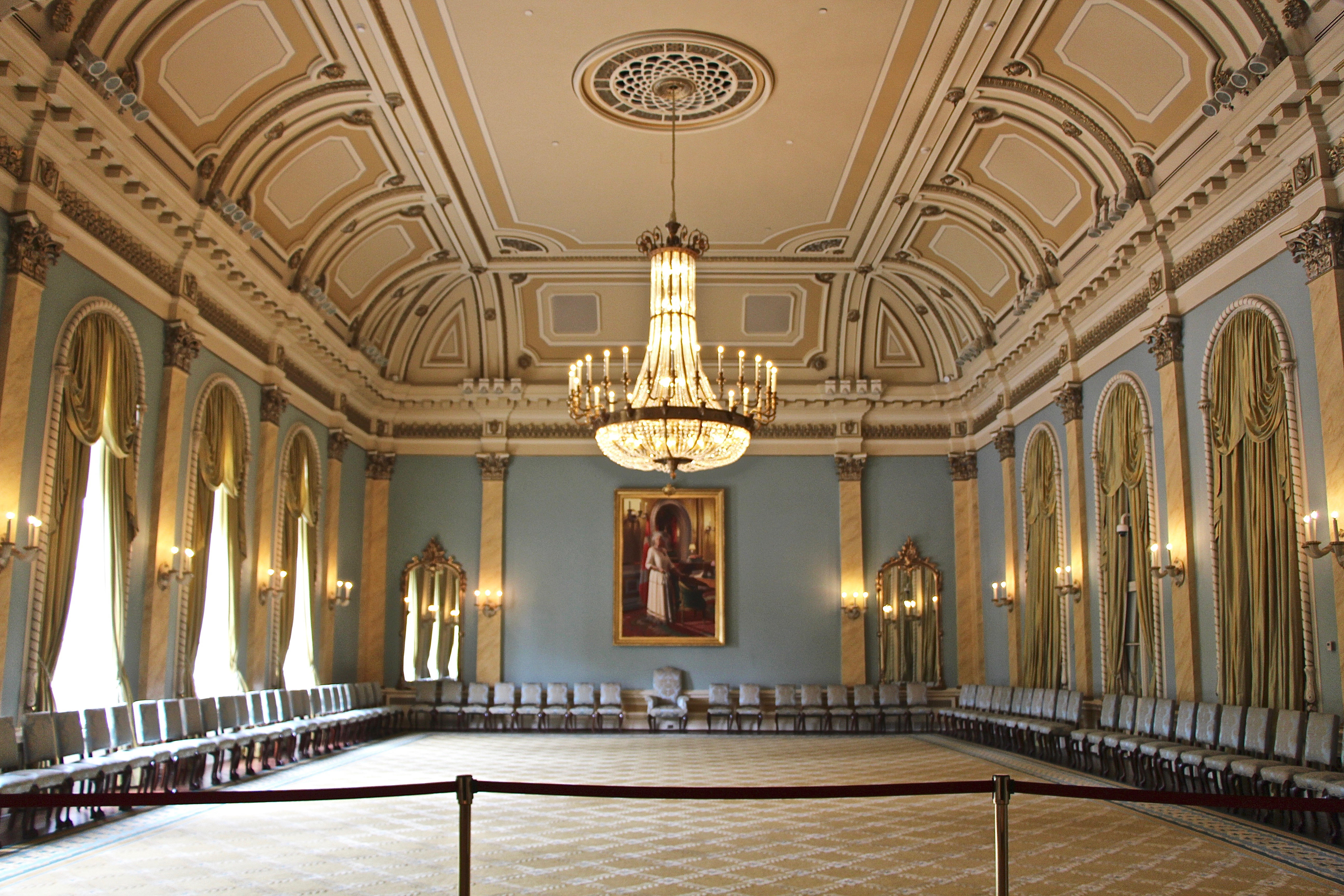
Casas do Governo no Canadá, como o Rideau Hall, terão um tecido preto pendurado nos mastros da bandeira e um livro de condolências na entrada da frente, no caso da morte da rainha.

No Canadá, os preparativos para o que acontecerá nos dias após a morte da rainha foram feitos já em 2002, durante o Jubileu de Ouro de Elizabeth II. Consultas sobre os planos foram feitas com as Forças Armadas do Canadá, o Secretário Canadense da Rainha, o Escritório Canadense do Conselho Privado, o escritório do Governador Geral do Canadá e o escritório do Conde Marechal no Reino Unido.
Uma vez que o Governo do Canadá tenha sido informado da morte do soberano, todos os funcionários do Governador Geral do Canadá, vice-governadores provinciais e comissários territoriais receberão imediatamente laços pretos e braçadeiras negras. Casas do governo no Canadá terão retratos da rainha e mastros de bandeira envoltos em tecido preto. Um livro de condolências será colocado perto da entrada da frente das Casas do Governo, com eventos previamente planejados nas Casas do Governo cancelados. É também tarefa do Governador Geral lembrar o Gabinete do Canadá ao Parliament Hill e proclamar que o Canadá tem uma nova "legítima e legitima soberba".
Após a morte do soberano, o Manual de Procedimento Oficial do Governo do Canadá afirma que o Primeiro Ministro do Canadá é responsável pela convocação do Parlamento do Canadá, apresentando uma resolução de lealdade e condolências do parlamento ao próximo Monarca do Canadá, e providenciar para que a moção seja destacada pelo Líder da Oposição Oficial. O primeiro-ministro passará então a adiar a assembleia. Espera-se que o Alto Comissário canadense no Reino Unido represente o Canadá no Conselho de Adesão. O Conselho Privado do Canadá se reunirá para desempenhar a função equivalente do Conselho de Adesão da Coroa de Direito do Canadá.
A morte do soberano também será considerada uma "Transmissão de Importância Nacional" pela Canadian Broadcasting Corporation (CBC), e um plano atualizado regularmente é mantido. A programação regular será cancelada, os anúncios serão interrompidos e todas as estações de rádio e televisão da CBC passarão para um formato de notícias de 24 horas. O CBC também tem um esquadrão de emissoras de plantão especialmente escolhido no caso de a morte do soberano ocorrer durante um feriado.

#### Nova Zelândia
A Nova Zelândia receberá notícias da morte da rainha através de canais de comunicação estabelecidos entre a Casa Real e a Nova Zelândia. Uma vez informado, o chefe do Ministério da Cultura e Patrimônio irá informar uma lista de edifícios do governo e outras instalações para arvorar a bandeira da Nova Zelândia a meio mastro. Saudações de 21 pistolas também serão pedidas "nos momentos apropriados". Espera-se um serviço memorial do estado, embora as decisões sobre eventos acompanhantes, assim como o protocolo do governo, sejam determinadas pelo Primeiro Ministro da Nova Zelândia.
A Rádio Nova Zelândia (RNZ), a emissora estatal de rádio, tem um conjunto de diretrizes e instruções no caso da morte do Monarca da Nova Zelândia. Em todas as estações RNZ, as emissoras interromperão a programação regular para anunciar a morte da Rainha, com cobertura contínua para começar quando estiverem prontas. Estações RNZ são instruídas a não tocar música punk, ou músicas de Queen durante este período.